# 戰爭雷霆
《戰爭雷霆》，是一款由Gaijin Entertainment于2012年推出的線上多人對戰戰爭類遊戲，由Gaijin娛樂公司所開發，發布於Microsoft Windows、Mac OS X、Linux、PlayStation 4、Xbox One、PlayStation 5以及Xbox Series X/S平台上。
本遊戲已於2012年正式推出，而亞洲服務器於2014年4月22日登場，也會有帳號回綁的活動。中国大陆服务器则由腾讯公司代理运营，2014年6月5日开始首次封闭测试。2014年9月25日越南服务器由领航信息科技公司FPT集团代理运营。
遊戲背景基於第二次世界大戰、朝鮮戰爭、越南戰爭和阿富汗戰爭，時間橫跨二戰到現代，玩家可以其中遇見各國的軍用飛機、坦克、軍艦和直升機，也會參與歷史著名的主要戰役。
游戏中包含数百种西班牙内战至後冷战时期的空中、地面、海面载具模型。在1.53版更新中，游戏采用了全新的基于物理渲染(PBR)的Dagor4.0画面引擎，NVIDIA Gameworks建筑物破坏引擎(地形破坏目前仅限于部分新地图)，以及NVIDIA Waveworks动态海面引擎。
该遊戲曾在2014年6月正式以303架飛機的數量，打破金氏世界紀錄成為世界上飛機數量最多的飛行模型遊戲，目前各類載具已超過2100台。

## 历史
在2015年12月16日的服务器更新后，游戏增加了浮力系统，让水陆两栖坦克能够渡河，飞机在水面迫降后也能视结构短暂漂浮。1.81版本直升机测试后的1.83版本中正式实装美、苏、德的直升机。
由於作弊案例層出不窮，Gaijin Entertainment于2019年11月19日宣佈將啓用第三方反作弊系統EAC（Easy Anti-Cheat）作爲游戲反作弊手段，并在隨後更新中正式成爲反作弊系統，但仍然是作弊猖獗的線上遊戲之一。
在2024年的第三个大版本“fire bird”中加入了光追。

## 争议
2023年5月16日，Gaijin于《战争雷霆》官方网站发布名为《2023 年 5 月 16 日服务器更新》的文章，遭到大量玩家的反对。在随后的几天里，大量玩家涌入Steam，将商店评论更改为差评。在经历为期两天的差评轰炸后，Gaijin宣布撤回5月16日的经济系统改动。一天后，Gaijin发布名为《免费游戏，战争雷霆如何构建经济系统》的文章。这篇文章的内容被玩家认为是一种对Steam差评轰炸的挑衅。作为对文章的一种回应，玩家在Reddit上建立了名为WTPU(War Thunder Players Union)的玩家组织用于反馈经济，该组织在在两天内便有一万多名来自不同国家的玩家加入。随后，该组织呼吁战争雷霆玩家在2023年5月26日开始的两星期内拒绝游玩战争雷霆，拒绝从游戏购买付费内容以逼迫Gaijin更改经济系统，提高免费玩家的游戏福利。在差评轰炸的洗礼下，战争雷霆在Steam的评价为：褒贬不一*（501570篇中的58%），壓倒性負評*（105946篇中的7%）（数据截止到美东时间2023年5月25日13点55分）。但不可否认的是，直到其于2024年作出让步之前，Gaijin一直都在降低玩家收益，拉低游戏体验。

## 外部連結
- 世界服务器官方網站 （页面存档备份，存于）
- 台湾官方網站 （页面存档备份，存于）
- 日本官方網站 （页面存档备份，存于）
- 中国大陆官方網站 （页面存档备份，存于）